# Carroll House
Carroll House, né en 1985, est un cheval de course pur-sang anglais. Il remporte le Prix de l'Arc de Triomphe en 1989.

## Carrière
D'origine modeste, élevé en Irlande, Carroll House trouve preneur aux ventes de foals (des poulains âgés de 6 mois) pour 15 000 Guinées, puis un an plus tard aux ventes de yearlings où Gerald Carroll débourse 32 000 Guinées pour l'acquérir. Entraîné à Newmarket par Michael Jarvis, Carroll House remporte son maiden à sa deuxième tentative à 2 ans, et reparaît l'année suivante, en avril, dans une Listed où il obtient la troisième place. Il monte en gamme en France en obtenant un identique classement (mais à distance) dans le Prix Hocquart, puis en Italie où il échoue d'un rien à enlever le Derby. Après cette course, il est acquis par Antonio Balzarini, dont il portera désormais la casaque, et qui le laisse à l'entraînement chez Michael Jarvis. Carroll House ne court pas les grands derbys anglais, français et irlandais, mais s'en offre tout de même un, le Derby gallois, pas le plus prestigieux certes. La seconde partie de sa saison, Carroll House la partage entre l'Allemagne et l'Italie. Il inscrit son nom au palmarès d'une épreuve de groupe 1, le Grand Prix de Baden, après avoir été privé sur tapis vert de sa victoire dans le Grand Prix de Berlin, mais il n'affronte pas l'élite européenne, bien qu'il termine dans le sillage d'un vainqueur de Prix de l'Arc de Triomphe, le valeureux Tony Bin, venu étrenner dans un Gran Premio del Jockey Club son titre conquis à Longchamp deux semaines plus tôt.  
En 1989, Carroll House fait son retour en Angleterre, prenant la troisième place d'un groupe 3 remporté par la championne Indian Skimmer. Il se montre régulier, mais un peu barré au plus haut niveau, comme en témoigne sa cinquième place à bonne distance dans les King George & Queen Elizabeth Stakes du phénomène Nashwan, déjà immense favori du prochain Prix de l'Arc de Triomphe. Pourtant, il s'impose à la surprise générale dans les Irish Champion Stakes avec son nouveau partenaire Michael Kinane, qui succède à Walter Swinburn. Carroll House a bien gagné son ticket pour le Prix de l'Arc de Triomphe. Mais sa candidature n'éveille guère d'enthousiasme. Pourtant la course s'est quelque peu ouverte depuis que les deux chevaux les plus en vue ont renoncé à y prétendre, Nashwan après une rentrée manquée, et son rival annoncé Old Vic, le vainqueur du Prix du Jockey Club, qui a toussé. Les favoris de secours ont aussi 3 ans : le Français In The Wings, invaincu en trois courses mais qui se présente pour la première fois au niveau groupe 1, et l'Anglais Cacoethes, qui a donné très chaud à Nashwan à Ascot. Carroll House, lui, s'élança à la cote de 19/1. Et surprise, c'est lui qui s'imposa, bien qu'ayant un peu gêné la 3 ans de l'Aga Khan Behera.  
Carroll House a donc changé de dimension. Mais il peine par la suite à faire honneur à son nouveau statut. Il échoue complètement dans la Japan Cup, qui il est vrai fait souvent figure de tombeau pour les Européens ambitieux. Et, de retour en 1990, il ne retrouve pas le chemin de la victoire, traînant sa misère dans les Hardwicke Stakes puis dans le Grand Prix de Saint-Cloud remporté par In The Wings, où il se blesse de surcroît. C'en est donc fini de la carrière en piste de cheval valeureux, certes considéré comme un lauréat d'Arc mineur, mais qui sut être le meilleur le jour J.  

### Résumé de carrière
| Date         | Hippodrome  | Pays        | Course                            | Statut      | Distance    | jockey      | Place          | Écart       | Vainqueur ou deuxième |
| 1987, 2 ans  | 1987, 2 ans | 1987, 2 ans | 1987, 2 ans                       | 1987, 2 ans | 1987, 2 ans | 1987, 2 ans | 1987, 2 ans    | 1987, 2 ans | 1987, 2 ans           |
| ------------ | ----------- | ----------- | --------------------------------- | ----------- | ----------- | ----------- | -------------- | ----------- | --------------------- |
| 30 septembre | Newmarket   | Royaume-Uni | Maiden                            |             | 1 600 m     | ―           | 4e / 25        | 2           | Chief Mole            |
| 24 octobre   | newbury     | Royaume-Uni | Wacom Stakes                      |             | 1 600 m     | ―           | 1er / 18       | 1           | Devizes               |
| 1988, 3 ans  |             |             |                                   |             |             |             |                |             |                       |
| 4 avril      | Newmarket   | Royaume-Uni | Feriden Stakes                    | Listed      | 1 800 m     | B. Raymond  | 3e / 11        | 5           | Kefaah                |
| 8 mai        | Longchamp   | France      | Prix Hocquart                     | Gr. 2       | 2 400 m     | B. Raymond  | 3e / 12        | 9 ½         | Nasr El Arab          |
| 29 mai       | Capanelle   | Italie      | Derby Italien                     | Gr. 1       | 2 400 m     | B. Raymond  | 2e / 11        | cte tête    | Tisserand             |
| 14 juin      | Chepstow    | Royaume-Uni | Welsh Derby                       |             | 2 400 m     | B. Raymond  | 1er / 3        | 1 ½         | Golden Wave           |
| 24 juin      | Dusseldorf  | Allemagne   | Grosser Preis von Berlin          | Gr. 1       | 2 400 m     | B. Raymond  | 3e (1er rétr.) | (2)         | (Helikon)             |
| 28 août      | Baden Baden | Allemagne   | Fürstenberg-Rennen                | Gr. 3       | 2 200 m     | B. Raymond  | 1er / 7        | 1 ½         | Dalgan                |
| 4 septembre  | Baden Baden | Allemagne   | Grosser Preis von Baden           | Gr. 1       | 2 400 m     | B. Raymond  | 1er / 5        | 3 ½         | Helikon               |
| 16 octobre   | San Siro    | Italie      | Gran Premio del Jockey Club       | Gr. 1       | 2 400 m     | B. Raymond  | 3e / 5         | 3           | Roakarad              |
| 13 novembre  | Capanelle   | Italie      | Premio Roma                       | Gr. 1       | 2 000 m     | S. Soto     | 4e / 13        | 5 ¾         | Welsh Guide           |
| 1989, 4 ans  |             |             |                                   |             |             |             |                |             |                       |
| 29 avril     | Sandown     | Royaume-Uni | Gordon Richards Stakes            | Gr. 3       | 2 000 m     | W. Swinburn | 3e / 9         | 1/2         | Indian Skimmer        |
| 20 mai       | Curragh     | Irlande     | Tattersalls Gold Cup              | Gr. 2       | 2 000 m     | W. Swinburn | 3e / 9         | enc.        | Ile de Chypre         |
| 11 juillet   | Newmarket   | Royaume-Uni | Princess of Wales Stakes          | Gr. 2       | 2 400 m     | W. Swinburn | 1er / 5        | enc.        | Assatis               |
| 22 juillet   | Ascot       | Royaume-Uni | King George & Queen Elizabeth St. | Gr. 1       | 2 400 m     | W. Swinburn | 5e / 7         | 11          | Nashwan               |
| 2 septembre  | Phoenix     | Irlande     | Irish Champion Stakes             | Gr. 1       | 2 000 m     | M. Kinane   | 1er / 9        | 3/4         | Citidancer            |
| 8 octobre    | Longchamp   | France      | Prix de l'Arc de Triomphe         | Gr. 1       | 2 400 m     | M. Kinane   | 1er / 19       | 1 ½         | Behera                |
| 26 novembre  | Fuchu       | Japon       | Japan Cup                         | Gr. 1       | 2 400 m     | M. Kinane   | 14e / 15       |             | Horlicks              |
| 1990, 5 ans  |             |             |                                   |             |             |             |                |             |                       |
| 22 juin      | Ascot       | Royaume-Uni | Hardwicke Stakes                  | Gr. 2       | 2 400 m     | M. Kinane   | 7e / 7         | 21          | Assatis               |
| 1er juillet  | Saint-Cloud | France      | Grand Prix de Saint-Cloud         | Gr. 1       | 2 400 m     | R. Cochrane | 4e / 8         | 4 ¾         | In The Wings          |

## Au haras
Comme Tony Bin avant lui, Carroll House rejoint le grand haras japonais Shadai Farm pour y devenir étalon. Mais contrairement à ce dernier, il n'a pas marqué l'élevage, s'avérant un reproducteur médiocre. Il revient en Europe en 1996, s'installe en Irlande, y fait la monte pour une bouchée de pain (1 250 € en 2006) et donne seulement quelques honorables chevaux d'obstacles.

## Origines
Le "papier" de Carroll House n'est guère séduisant, le cheval étant outcross sur les courants de sang les plus en vogue à son époque (tels ceux de Northern Dancer ou Mr. Prospector). Il est le meilleur produit du modeste Lord Gayle, un cheval d'origine américaine ayant fait carrière en Europe, où il a remporté notamment le Prix Perth (Gr.3), devenu ensuite un étalon sans gloire. Du côté maternel, il n'y a guère de paillettes mais on retrouve deux juments de valeur en remontant le fil des générations, la troisième mère Sea Parrot, qui s'est illustrée en 1951 en gagnant les Nassau Stakes et Yorkshire Oaks, et surtout la sixième mère, la légendaire Pretty Polly, l'une des plus grandes championnes de l'histoire à l'aube du XXe siècle. 

### Pedigree
| Origines de Carroll House (IRE), mâle alezan né en 1985 | Origines de Carroll House (IRE), mâle alezan né en 1985 | Origines de Carroll House (IRE), mâle alezan né en 1985 | Origines de Carroll House (IRE), mâle alezan né en 1985 |
| ------------------------------------------------------- | ------------------------------------------------------- | ------------------------------------------------------- | ------------------------------------------------------- |
| Père Lord Gayle 1965                                    | Sir Gaylord 1959                                        | Turn-To                                                 | Royal Charger                                           |
| Père Lord Gayle 1965                                    | Sir Gaylord 1959                                        | Turn-To                                                 | Source Sucree                                           |
| Père Lord Gayle 1965                                    | Sir Gaylord 1959                                        | Somethingroyal                                          | Princequillo                                            |
| Père Lord Gayle 1965                                    | Sir Gaylord 1959                                        | Somethingroyal                                          | Imperatrice                                             |
| Père Lord Gayle 1965                                    | Sticky Case 1958                                        | Court Martial                                           | Fair Trial                                              |
| Père Lord Gayle 1965                                    | Sticky Case 1958                                        | Court Martial                                           | Instantaneous                                           |
| Père Lord Gayle 1965                                    | Sticky Case 1958                                        | Run Honey                                               | Hyperion                                                |
| Père Lord Gayle 1965                                    | Sticky Case 1958                                        | Run Honey                                               | Honey Buzzard                                           |
| Mère Tuna 1969                                          | Silver Shark 1963                                       | Buisson Ardent                                          | Relic                                                   |
| Mère Tuna 1969                                          | Silver Shark 1963                                       | Buisson Ardent                                          | Rose o'Lynn                                             |
| Mère Tuna 1969                                          | Silver Shark 1963                                       | Palsaka                                                 | Palestine                                               |
| Mère Tuna 1969                                          | Silver Shark 1963                                       | Palsaka                                                 | Masaka                                                  |
| Mère Tuna 1969                                          | Vimelette 1960                                          | Vimy                                                    | Wild Risk                                               |
| Mère Tuna 1969                                          | Vimelette 1960                                          | Vimy                                                    | Mimi                                                    |
| Mère Tuna 1969                                          | Vimelette 1960                                          | Sea Parrot                                              | Ocean Swell                                             |
| Mère Tuna 1969                                          | Vimelette 1960                                          | Sea Parrot                                              | Precious Polly (famille 14-c)                           |